# Gothem
Gothem är en av SCB avgränsad och namnsatt småort i Gothems socken i Gotlands kommun, belägen på Gotlands östra sida någon mil söder om Slite.
Småorten omfattar den sammanhängande bebyggelsen vid och nordnordväst om Gothems kyrka. Lantmäteriet har dock inte någon bebyggelsesamling med detta namn.
Området består av prästgården och Magnuse, Kyrkebjärs, Viby samt Båtare.